# Ernst Theodor Rietschel
Ernst Theodor Rietschel (* 21. Mai 1941 in Gießen; auch Ernst Rietschel; Ernst-Theodor Rietschel) ist ein deutscher Chemiker. Rietschel ist ein Ururenkel des Bildhauers Ernst Rietschel.

## Leben
An der Universität Freiburg wurde er 1971 promoviert und 1978 habilitiert, um als Postdoktorand an der Universität von Minnesota und anschließend am Max-Planck-Institut für Immunbiologie tätig zu sein. 1980 wurde Rietschel Professor an der Medizinischen Hochschule Lübeck (Fachgebiet „Immunchemie und Biochemische Mikrobiologie“). Er war ebenfalls ab 1980 Direktor am Forschungsinstitut Borstel (jetzt Forschungszentrum Borstel – Leibniz-Zentrum für Medizin und Biowissenschaften).
Rietschel war von 2005 bis 2010 Präsident der Leibniz-Gemeinschaft als Nachfolger von Hans-Olaf Henkel. Sein Nachfolger in diesem Amt war seit 2010 der Soziologe Karl Ulrich Mayer.
Von Juni 2013 bis Ende 2015 war Rietschel Vorstandsvorsitzender vom Berlin Institute of Health.

## Auszeichnungen und Mitgliedschaften
- 2000: Mitglied der Leopoldina[4]
- 2004: Bundesverdienstkreuz (I. Klasse)
- 2010: Ehrendoktorwürde der Universität zu Lübeck[5]
- 2010: Ehrendoktorwürde der Universität Würzburg[6]
- 2010: Großes Verdienstkreuz
- Mitglied der Deutschen Akademie der Technikwissenschaften (Acatech)
- 2011: Mittlerer Orden der Aufgehenden Sonne am Band (Japan).[7]

Weitere Auszeichnungen umfassen den Ordre national du Mérite, den Aronson-Preis des Senats von Berlin und die Ehrendoktorwürde der Universität Lausanne. Er ist Honorary Senior Fellow am Institute for Advanced Sustainability Studies (IASS).